# Desaparición de Jamie Fraley
Jamie Michelle Fraley (Condado de Gaston, Carolina del Norte; 5 de marzo de 1986) era una joven estadounidense de 22 años que desapareció en la mañana del 8 de abril de 2008 en la ciudad de Gastonia. El último contacto que hubo con ella fue con una amiga, por vía telefónica, a quien dijo que iría al hospital por tercera vez en las últimas 24 horas por una gripe estomacal. Cuando se le preguntó quién la llevaría, Fraley dijo que otro amigo, en masculino, si bien se mostró reacia a identificar quién era. No volvió a ser vista desde entonces. Su teléfono móvil, encontrado pocos días después de su desaparición, no aportó información útil sobre su paradero o sus últimos movimientos.
Los investigadores inicialmente creyeron que había sido víctima de un asesinato, y comenzaron a centrarse en Ricky Simonds Sr., el padre de su prometido, que vivía en el mismo complejo de apartamentos, como una persona de interés. Había llevado a Fraley al hospital en una de sus visitas anteriores ese día, y tenía antecedentes penales que incluían un período en prisión por homicidio involuntario después de haber estrangulado a una novia en la década de 1980. Sin embargo, la investigación terminó dos meses después cuando Simonds fue encontrado muerto, aparentemente por un golpe de calor, en el vehículo de una expareja.
En 2015, un recluso confesó que había matado a Fraley; siendo encarcelado en las fechas en que Fraley desapareció.

## Trasfondo
Natural del Condado de Gaston, Jamie Fraley había luchado desde la adolescencia con ansiedad, depresión y un trastorno bipolar. A fines de la década de 2000, Fraley había respondido bien a los medicamentos recetados para esas afecciones y asistía al instituto a tiempo parcial. Según su familia, estaba planeando una carrera como especialista sanitaria de abuso de sustancias.
En 2006 ella comenzó a salir con Ricky Simonds Jr. Su familia dijo que estaba muy enamorada de él, y eventualmente los dos se comprometieron. Sin embargo, Simonds tenía antecedentes penales, y después de varios arrestos anteriores por delitos menores, a principios de 2007 fue sentenciado a 15 meses en prisión estatal por robo. Fraley continuó visitándolo e interactuando con él mientras estaba encarcelado.

## Desaparición
El 7 de abril de 2008, Fraley contrajo una gripe estomacal. Fue lo suficientemente grave como para que buscara tratamiento médico dos veces en un hospital local ese mismo día. Como no tenía carné de conducir, dependía de un trabajador de servicios sociales y de amigos y familiares para llevarla al hospital.
Después de regresar del primer viaje, uno de los amigos de Fraley la visitó, llegando a recogerle las recetas médicas en una farmacia local. Más tarde tuvo que volver a urgencias. En esa ocasión, Ricky Simonds Sr., el padre de su prometido encarcelado, que vivía en el mismo complejo de apartamentos y hacía trabajos de mantenimiento allí, la llevó allí, regresando a casa gracias a otro conocido. Cerca del mediodía, Fraley tuvo que volver por tercera vez al hospital, contemplando algo más grave y teniendo que alertar a su madre. A las 13:30 horas del 8 de abril, llamó a una amiga en Albemarle, a la que mencionó su delicado estado de salud y que iba a regresar al hospital. La llamada se interrumpió cuando Fraley aparentemente vio llegar a quien debía acompañarla, a quien se refirió solo como "él".
Fraley nunca se registró en el hospital por tercera vez. Desde esa llamada telefónica, no ha habido evidencia de su presencia.

## Investigación
Después de que Fraley se perdiera una cita importante al día siguiente, su familia fue a su domicilio en Lowell-Bethesda Road para ver si se encontraba estaba bien. No la encontraron allí. La puerta estaba cerrada, sin signos de haber sido forzada. La vivienda estaba normal. Dentro se encontraron la cartera, la documentación y las llaves de Jamie, no así su teléfono móvil. No había signos de lucha, por lo que concluyeron que se había ido voluntariamente, dondequiera que hubiera ido. Incapaces de localizarla, llamaron a la policía y denunciaron su desaparición.
La policía del condado de Gaston inició una investigación importante, poniendo a todos sus investigadores en el caso, con tres de ellos dedicados a tiempo completo y solicitando asistencia tanto de la Oficina de Investigación del estado como del FBI. Dos días después de su desaparición, los trabajadores de servicios públicos descubrieron su teléfono en una intersección a aproximadamente una milla (1,6 km.) de su apartamento. Para cuando fue entregado a la policía, demasiadas personas lo habían manejado para que cualquier evidencia utilizable, como huellas digitales, pudieran ser obtenidas. Al revisar el registro de llamadas, la policía descubrió que se habían realizado varias llamadas a las 16:30 horas. Sin embargo, resultaron ser de la lista de llamadas que Fraley había marcado anteriormente y no estaban relacionadas con la desaparición. Se realizó una llamada telefónica a las 17 horas, pero no se pudo determinar de quién era.
Ricky Simonds Jr., el prometido de Fraley, todavía estaba encarcelado en el momento de su desaparición, por lo que los investigadores lo descartaron como sospechoso. Rápidamente volvieron a centrarse en su padre, Ricky Simonds Sr., que tenía antecedentes penales, incluidos seis años de prisión por homicidio involuntario en la década de 1980 después de estrangular a una novia hasta la muerte. Este vivía en el mismo complejo que Fraley, a apenas dos puertas de distancia, e hizo trabajos de mantenimiento allí. La había llevado al hospital la segunda vez el día que desapareció, convirtiéndose en una de las últimas personas en verla ese día. Según los informes, estaba obsesionado con Fraley. Durante la investigación se negó a pasar el detector de mentiras.
Sin embargo, dos meses después del día en que Fraley desapareció, la investigación sobre Simonds terminó con su muerte. El 7 de junio, Kim Sprenger, una exnovia que recientemente había obtenido una orden de alejamiento protección contra él, notó un olor desagradable en su automóvil. Persistió, y al día siguiente abrió el maletero, descubriendo el cuerpo de Simonds padre. La investigación policial descubrió que tenía un juego de llaves de su vehículo, que había robado una semana antes del bolso de Sprenger. Se determinó que la causa de la muerte fue un golpe de calor accidental.
La policía teorizó que Simonds había usado las llaves para entrar en el maletero con la intención de emboscar a Sprenger en algún momento, y salir con el pestillo de emergencia que funcionaba. Cuando comenzó el calor, es posible que Simonds entrara en pánico y se olvidara de usar el mecanismo para salir del maletero, que se encontraba a su espalda. Después de completar su investigación sobre la muerte de Simonds, los detectives dijeron a los medios que había sido considerado una persona de interés en la desaparición de Fraley, que seguía siendo un caso abierto.
Miembros de las familias Fraley y Simonds creían que Ricky Sr. tenía información útil sobre lo que le pasó a Fraley, y que dicha información se la llevó consigo. La madre de Jamie, Kim, que había complementado la investigación oficial con sus propios esfuerzos, recordó haber llorado cuando supo de su muerte.
En 2015, Jerry Case, un hombre que cumplía condena en prisión federal por secuestro, hizo una posible confesión sobre la desaparición de Fraley; llegando a ser encarcelado por otras cuestiones en las mismas fechas. Cuando confesó, Case estaba siendo juzgado por un asesinato en 1985 en el condado de Gaston al que había confesado en una carta de 2012. En 2015, escribió otra carta al diario Gaston Gazette, confesando haber matado a Fraley y a otra mujer local que había sido asesinada a tiros en su casa, que luego fue incendiada ese mismo año.
Los fiscales inmediatamente descartaron la confesión de Case como poco probable con respecto a Fraley, ya que estaba encarcelado en el momento en que ella desapareció (aunque fue liberado unas semanas más tarde), ya que solo proporcionó detalles del caso que ya se había hecho público. También descartaron su confesión marginalmente probable con respecto al posterior asesinato de la otra mujer local, aunque él era libre en el momento en que ocurrió el homicidio posterior.